# Stachys woronowii
Stachys woronowii là một loài thực vật có hoa trong họ Hoa môi. Loài này được (Schischk. ex Grossh.) R.R.Mill miêu tả khoa học đầu tiên năm 1982.